# Embalse del Jarrama
El embalse del Jarrama  o Ballesta se encuentra ubicado en los términos municipales de Nerva (Huelva) y El Madroño (Sevilla), dentro de la comunidad autónoma de Andalucía, España. Su capacidad máxima es de 43 hm³ de agua. Se terminó de construir en el año 1999 sobre una superficie de 342 ha a lo largo del cauce del río Jarrama, afluente del río Tinto.

## Historia
A raíz de la sequía que se vivió en la cuenca minera de Riotinto-Nerva durante el año 1904, la Rio Tinto Company Limited (RTC) optó por construir una serie de pantanos en la zona para garantizar el abastecimiento de agua. Estos iban a ser los embalses de Zumajo y Jarrama, si bien este último finalmente no se construyó debido a las dificultades que encontró RTC con los propietarios de las tierras y con las autoridades de la provincia de Sevilla.
No sería hasta finales del siglo XX cuando se volvió a plantear la construcción del embalse del Jarrama, tras varias peticiones cursadas con el objetivo de levantar una presa en la zona. Los trabajos se iniciaron en 1996 y fueron acometidos por la Junta de Andalucía, inaugurándose el embalse en 1999.